# Obiter dictum
Obiter dictum, (latin för "vid sidan om saken", plural obiter dicta), syftar till återgivningar av, eller inom rätten, som ej hänför sig till den specifika rättsfrågan, utan omständigheterna i övrigt. Detta är relativt vanligt förekommande i brottmålsdomar, då man från rättens sida vill förklara sitt domslut på annan grund än de rent juridiska. Obiter dictum kan också vara förklarande kommentarer eller redogörelser för hypotetiska rättsfall som liknar det aktuella. Obiter dictum har ingen prejudicerande verkan.
Ett uppmärksammat fall är styckmordsrättegången  där domstolen frikände de båda åtalade, men obiter dictum i domskälen (som, till skillnad från domslutet inte går att överklaga) slog fast att de åtalade ändå hade styckat kvinnan. Konsekvensen blev att männen gick fria från fängelsestraff men fråntogs sina läkarlegitimationer, då domskälen från tingsrätten sedan åberopades i Hälso- och sjukvårdens ansvarsnämnd. Ett annat uppmärksammat fall är E. Jean Carrolls stämning mot USA:s president Donald Trump för förtal, där domaren i obiter dicta konstaterade att expresidenten gjort sig skyldig till våldtäkt och att Trumps påståenden att Carroll ljugit därför utgjorde förtal, som juryn konstaterat i förtalsrättegången. Då obiter dicta inte (normalt) kan överklagas och inte är underkastade normala rättssäkerhetskriterier, som juryrättegång, ledde detta till en hätsk debatt om domarens påståenden borde användas av politiska motståndare för att anklaga Trump för det påstådda brottet. 